# 陳亞丁 (少將)
陳亞丁，中国人民解放军陆军少将，曾仼駐港部隊党委常委兼副政治委員、广州军区政治部宣传部部长、海南省軍區副政治委員。